# Parnassius smintheus
Espèce
Parnassius smintheus ou Apollon des Rocheuses est une espèce d'insectes lépidoptères de la famille des Papilionidae, de la sous-famille des Parnassiinae et du genre Parnassius.

## Dénomination
Parnassius smintheus a été nommé par  Henry Doubleday en 1847

### Noms vernaculaires
Parnassius smintheus se nomme Mountain Parnassian en Anglais.

#### Sous-espèces
- Parnassius smintheus smintheus
- Parnassius smintheus magnus Wright, 1905; présent dans l'état de Washington.
- Parnassius smintheus olympiannus Burdick, 1941;
- Parnassius smintheus pseudorotgeri Eisner, 1966; présent dans les montagnes du Colorado;
- Parnassius smintheus sternitzkyi McDunnough, 1936; présent dans le nord de la Californie
- Parnassius smintheus xanthus Ehrmann, 1918; présent dans l'état de Washington.
- Parnassius smintheus yukonensis Eisner, 1969; présent en Colombie-Britannique et dans le Yukon[1].

## Description
Parnassius smintheus est un papillon de taille moyenne dont l'envergure va de 40 à 68 mm. Son corps est velu comme celui de tous les papillons du genre Parnassius. Son corps est noir et ses antennes sont noires annelées de blanc.
Les ailes sont blanches et semi-transparentes. Les ailes antérieures sont ornées de taches noires sur le bord costal et de taches rouges qui peuvent être absentes alors que les ailes postérieures sont marquées par deux taches rouges, quelquefois jaune ou noires chez certains mâles.
Le revers est semblable.

### Chenille et chrysalide
Les chenilles sont noires et poilues avec des taches jaune.

## Biologie

### Période de vol et hivernation
Il vole en une génération de juin à août.
Il hiverne au stade d'œuf.

### Plantes hôtes
Les plantes hôtes de ses chenilles sont des orpins dont Sedum lanceolatum, Sedum roseum, Sedum divergens, Sedum stenopetalum et Sedum oreganum,.

## Écologie et distribution
Il réside dans l'ouest de l'Amérique du Nord du Canada (sud du Yukon, Alberta, Colombie-Britannique) au nord de la Californie et du Nouveau-Mexique aux USA.
Aux USA il est présent dans les états de Washington, de l'Idaho, Oregon, du Montana et du Wyoming, Utah, Colorado et l'extrême nord de la Californie et du Nouveau-Mexique.

### Biotope
Il habite dans les bois et les prairies.

### Protection
Pas de statut de protection particulier.